# Magos-fa
A Magos-fa (más néven Tátralátó) a Börzsöny második legmagasabb hegycsúcsa 916 méteres magasságával, míg Magyarországon a 28. magassága szerint. Pest vármegyében fekszik.

## Földrajz
A Magos-fa a Magas-Börzsönyben, a Csóványostól 1,3 km-re északnyugatra található. A Csóványostól egy kb. 50 méterrel alacsonyabb nyereg választja el, a többi irányból viszont 4-500 méterrel kiemelkedik környezetéből.
A Tátralátó nevet annak köszönheti, hogy tiszta időben kivehetők a Tátra vonulatai (erre inkább csak télen van alkalom, amikor a fák lombozata nem akadályozza a kilátást).

## Történelem
Csúcsán egy vaskori erőd maradványai találhatók. A sáncvár mintegy 300 m hosszú és 150 m széles. A sánc belső magassága egyes szakaszokon 1 m körüli, máshol már nem emelkedik ki környezetéből. A fellelt edénytöredékek késő bronzkoriak, és állandó lakottságra utalnak.

## Turistautak
A hegyre a zöld jelzésen lehet eljutni Kemence vagy a Csóványos felől.